# Lola Dueñas

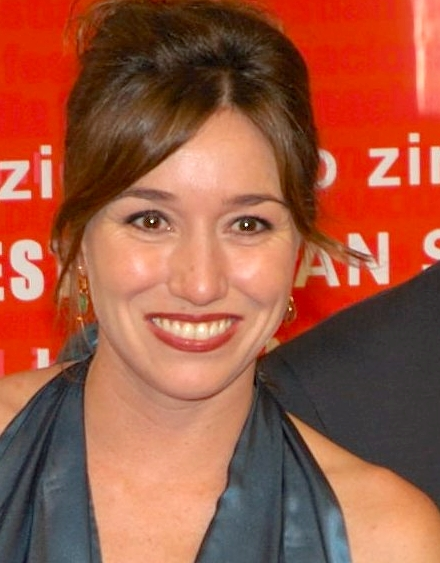
Lola Dueñas

Lola Dueñas (* 6. Oktober 1971 in Madrid) ist eine spanische Schauspielerin.

## Leben
Die Tochter des Schauspielers Nicolás Dueñas studierte am Teatro de la Abadía in Madrid. Sie gab ihr Filmdebüt 1997 in Mensaka. Popularität gewann sie in Spanien zunächst als Fernsehschauspielerin, bevor sie in Filmen von Pedro Almodóvar und Alejandro Amenábar international als Charakterdarstellerin auf sich aufmerksam machte. Für ihre schauspielerischen Leistungen wurde sie zwei Mal mit dem wichtigsten spanischen Filmpreis Goya als Beste Hauptdarstellerin ausgezeichnet.

## Filmografie
- 1997: Mensaka, páginas de una historia – Regie: Salvador García Ruiz
- 1999: Marta y alrededores – Regie: Nacho Pérez de la Paz und Jesús Ruiz
- 2000: Las razones de mis amigos – Regie: Gerardo Herrero
- 2000: Terca Vida – Regie: Fernando Huertas
- 2000–2002: Policías, en el corazón de la calle (TV-Serie)
- 2001: Todo me pasa a mí – Regie: Miquel García Borda
- 2002: Piedras – Regie: Ramón Salazar
- 2002: Sprich mit ihr (Hable con ella) – Regie: Pedro Almodóvar
- 2003: Días de fútbol – Regie: David Serrano
- 2004: Das Meer in mir (Mar adentro) – Regie: Alejandro Amenábar
- 2005: Volver – Zurückkehren (Volver) – Regie: Pedro Almodóvar
- 2005: Alles über Lola (Lo que sé de Lola) – Regie: Javier Rebollo
- 2005: 20 centímetros – Regie: Ramón Salazar
- 2008: Fuera de carta – Regie: Nacho G. Velilla
- 2009: Zerrissene Umarmungen (Los abrazos rotos) – Regie: Pedro Almodóvar
- 2009: Me too – Wer will schon normal sein? (Yo, también) – Regie: Álvaro Pastor und Antonio Naharro
- 2010: Angèle und Tony (Angèle et Tony) – Regie: Alix Delaporte
- 2010: Nur für Personal! (Les femmes du 6ème étage) – Regie: Philippe Le Guay
- 2010: Sin ella – Regie: Jorge Colón
- 2013: Fliegende Liebende (Los amantes pasajeros) – Regie: Pedro Almodóvar
- 2013: Die unerschütterliche Liebe der Suzanne (Suzanne) – Regie: Katell Quillévéré
- 2013: La pièce manquante – Regie: Nicolas Birkenstock
- 2013: 10.000 noches en ninguna parte – Regie: Ramón Salazar
- 2014: Stella cadente – Regie: Luis Miñarro
- 2014: Os fenómenos – Regie: Alfonso Zarauza
- 2014: Alléluia – Regie: Fabrice Du Welz
- 2014: Tiens-toi droite – Regie: Katia Lewkowicz
- 2015: Les ogres – Regie: Léa Fehner
- 2017: Zama – Regie: Lucrecia Martel
- 2018: Il se passe quelque chose – Regie: Anne Alix
- 2018: Viaje al cuarto de una madre – Regie: Celia Rico Clavellino
- 2019: Love Me Not – Regie: Lluís Miñarro
- 2019: 7 raons per fugir – Regie: Gerard Quinto, Esteve Soler, David Torras
- 2019: Instinto (Fernsehserie, acht Folgen)
- 2020: Veneno (Fernsehserie, drei Folgen)
- 2021: Robuste – Regie: Constance Meyer
- 2023: Bird Box: Barcelona
- 2023: Sobre todo de noche – Regie: Víctor Iriarte
- 2023: La Mesías (Fernsehserie, vier Folgen)

## Auszeichnungen (Auswahl)
- 2005: Unión de Actores, Beste Nebendarstellerin (Secundario Cine – Categoría Femenina), für Das Meer in mir
- 2005: Goya, Beste Hauptdarstellerin, für Das Meer in mir
- 2006: Internationale Filmfestspiele von Cannes 2006, Beste Hauptdarstellerin (mit fünf weiteren Cast-Darstellerinnen), für Volver – Zurückkehren
- 2007: Goya-Nominierung, Beste Nebendarstellerin, für Volver – Zurückkehren
- 2010: Goya, Beste Hauptdarstellerin, für Me too – Wer will schon normal sein?
- 2010: Unión de Actores, Beste Hauptdarstellerin (Protagonista Cine – Categoría Femenina), für Me too – Wer will schon normal sein?